# Polens bandyförbund
Polens bandyförbund var det styrande organet för bandy i Polen. Huvudkontoret låg  i Giżycko. 
Bandyförbundet i Polen grundades 2005 och blev medlem i det internationella bandyförbundet Federation of International Bandy (FIB) samma år. Ingen verksamhet bedrivs längre och förbundet är därför sedan 2017 borttaget från FIB:s på Internet publicerade lista över nationella bandyförbund.